# Cadre unique en psychiatrie
Le cadre unique en psychiatrie était un système de fonctionnement que l'on trouvait jusque dans les années 1980 dans bon nombre d'hôpitaux psychiatriques en France.  
Il s'agissait d'organiser un rôle thérapeutique unique des infirmiers en psychiatrie auprès des patients dans les actes de la vie quotidienne, ménage, repas mais aussi les soins et l’accompagnement en promenade.
Ils étaient aidés en cela par les malades qui touchaient un pécule.[pas clair]
Ce système commença à se modifier avec l'arrivée d'agents des services intérieurs (ASI) dans certains hôpitaux psychiatriques, puis, par un décret de janvier 1979, d'agents des services hospitaliers, d'aides-soignants et plus tard d'aides médico-psychologiques.
On pouvait voir chez certains infirmiers de préserver[pas clair] leurs compétences et leur qualification professionnelle.
L'évolution de la profession et sa spécificité, l'évolution de la prise en charge des malades, la réponse aux nouvelles demandes en psychiatrie, les différentes réformes comme la sectorisation, la forte poussée de la médicalisation en psychiatrie, les réformes des études infirmières, sonnèrent le glas du cadre unique.